# 라흐맛간즈 MFS
라흐맛간즈 MFS는 방글라데시의 축구단이다. 현재 방글라데시 프리미어리그에 참가하고 있다.

## 우승
- 방글라데시 챔피언십 리그: 2014

## 선수 명단

### 현역
- 수샨토 트리푸라(2023 ~ )
- 주웰 라나(2023 ~ )
- 어니스트 보아텡(2023 ~ )
- 다우다 시세이(2017 ~ 2018, 2023 ~ )